# Odprto prvenstvo Anglije 1975
Odprto prvenstvo Anglije 1975 je teniški turnir za Grand Slam, ki je med 23. junijem in 5. julijem 1975 potekal v Londonu.

## Moški posamično
Arthur Ashe :  Jimmy Connors 6-1 6-1 5-7 6-4

## Ženske posamično
Billie Jean King :  Evonne Goolagong Cawley 6-0 6-1 (75minutes)

## Moške dvojice
Sandy Mayer /  Vitas Gerulaitis :  Colin Dowdeswell /  Allan Stone 7-5 8-6 6-4

## Ženske dvojice
Ann Kiyomura /  Kazuko Savamacu :  Françoise Dürr /  Betty Stöve 7-5 6-1 7-5

## Mešane dvojice
Marty Riessen /  Margaret Court :  Allan Stone /  Betty Stöve 6-4 7-5